# Уилкинсон, Глен
Глен Уи́лкинсон (англ. Glen Wilkinson, род. 4 июля 1959 года) — австралийский бывший профессиональный снукерист. Является национальным директором обучения снукеру и одним из официальных тренеров WPBSA.

## Карьера
В 1984 году Уилкинсон стал чемпионом Австралии (любительский турнир). В 1987 он достиг четвертьфинала национального первенства среди профессионалов, и в том же году получил статус профессионала. Однако в мэйн-туре Уилкинсон не добился значительных успехов (наивысший рейтинг — 91-й), и вскоре вернулся в Австралию, продолжив играть в местных любительских соревнованиях (покинул мэйн-тур в 1999). С тех пор он выиграл множество региональных турниров, в том числе — чемпионат Океании (дважды, в 2008 и 2009). Несколько лет назад Уилкинсон стал играть в турнирах для ветеранов — в частности, в 2006 году он был финалистом чемпионата мира среди ветеранов по версии IBSF. В настоящее время Глен находится на третьем месте в австралийском рейтинге.